# Filmbildung (Bildungswesen)
Der Begriff der Filmbildung, der lange Zeit vorwiegend im Kontext außerschulischer kultureller Bildung üblich war, hat sich auch für die schulische Aufgabe einer Vermittlung einer wertschätzenden Haltung und Wissensbasis bezüglich des Mediums Film durchgesetzt. So heißt es auf dem Bildungsserver Berlin-Brandenburg verallgemeinerungsfähig: „Filmbildung gewinnt immer mehr an Bedeutung, auch im schulischen Kontext“, und betont damit den Stellenwert des Films in unserer Medien- und Informationsgesellschaft. In den Rahmenlehrplänen vieler Fächer ist Film mittlerweile verbindlich verankert.
Ähnlich im Tenor, aber mit Betonung der Verschiedenheit der Lernorte, formuliert die Bundeszentrale für politische Bildung: „Filmbildung findet auf höchst vielfältige Weise und an sehr verschiedenen Orten statt – in der Schule, im Kino, im Museum, bei Festivals und freien Trägern.“
Zu unterscheiden ist demnach außerschulische Filmbildung (Filme werden z. B. in kirchlichen Jugendgruppen eingesetzt; zu außerschulischen Konzepten der Filmbildung vgl. Spielmann 2011, S. 49–56) von schulischer Filmbildung (Filme werden zum Gegenstand von Fachunterricht oder fächerübergreifendem Unterricht). In beiden Bereichen lässt sie sich in den weiteren Kontext der Medienbildung einordnen. Zur Begründung heißt es in einem Papier der „Länderkonferenz Medienbildung“:
„Film ist das narrative Leitmedium für Kinder und Jugendliche. Das Medium hat für sie Bedeutung als Kinofilm und als Fernsehformat, als Lang- und Kurzfilm, als Spiel-, Dokumentar- und Animationsfilm, Musik- und Kunstvideo, Werbefilm, Handyfilm, Webclip etc. Im Zuge der Digitalisierung begegnet ihnen Film in Form neuer und neuester Bewegtbildmedien. Aufgrund zunehmender Konvergenz der Medien sind bewegte Bilder längst nicht mehr allein am ‚klassischen‘ Filmvermittlungsort des Kinos, an singulären Abspielstätten oder im Medium des Fernsehens präsent, sondern raumzeitlich entgrenzt verfügbar. Kinder und Jugendliche probieren  und  handhaben vielfältigste audiovisuelle Ausdrucksformen, nutzen sie kreativ-gestalterisch, produzieren und publizieren eigene Filme.“

## Filmbildung als Förderung von (Spiel-)Filmkompetenz und ästhetische Bildung im Bereich audiovisueller Medien
Die Filmbildung als Teil der Medienbildung vermittelt filmbezogenes Wissen und auf den rezeptiven und produktiven Umgang mit diesem Medium bezogene Kompetenzen, will aber dabei auch die Genussfähigkeit im Sinn ästhetischer Bildung erhalten und steigern. Die Kompetenzen lassen sich in vier Bereiche fassen:
- auf Filmproduktion und -präsentation bezogene Kompetenzen (Planung und Produktion von Filmen, Bild- und Tonbearbeitung, Filmpräsentation)
- auf Filmanalyse bezogene Kompetenzen (Filmästhetik, „Filmsprache“, Filmgeschichte, Filmtheorie)
- auf Film in der Mediengesellschaft bezogene Kompetenzen (Film als Wirtschaftsfaktor, seine politische, gesellschaftliche und kulturelle Wirkung; rechtliche Rahmenbedingungen)
- auf Filmnutzung bezogene Kompetenzen (Filmgebrauch, -wirkung und Einfluss, Geschmacks- und Urteilsbildung).

Alle vier Kompetenzbereiche zusammen decken das kulturelle Handlungsfeld Film ab. Es geht nicht nur darum, den Heranwachsenden Wissen an die Hand zu geben, mit dessen Hilfe sie das Handlungsfeld verstehen, beurteilen und gleichsam bespielen können, sondern in diesem Zusammenhang ausdrücklich auch darum, die Wahrnehmungsfähigkeit und ästhetische Erlebnisfähigkeit zu fördern und damit die kulturelle Bedeutung und die ästhetische Leistung des Mediums zu würdigen.

## Filmbildung in einzelnen Schulfächern
Nach einem curricularen Entwurf für fächerintegrativen Filmunterricht, den Lehrende der PH Freiburg i.Br. vorgelegt haben (vgl. Fuchs/Klant/Pfeiffer/Staiger/Spielmann 2008) sind die wichtigsten (nicht die einzigen!) Fächer schulischer Filmbildung Deutsch, Kunst und Musik, auf die sich in der Tat wesentliche (nicht alle) Kompetenzerwartungen aufteilen lassen. Die pädagogische Aufgabe der Filmbildung lässt sich im Ganzen nur fächerintegrativ lösen, weshalb der Entwurf eines „Fächers schulischer Filmbildung“ bei Kepser (Hrsg. 2010) konsequent und hilfreich ist, insofern die dort ausführlich dargestellten handlungs- und produktionsorientierten Methoden der Filmbildung in verschiedenen, damit aufeinander bezogenen Fächern nutzbar wären. Nach einer empirischen Studie desselben Autors (2008a) allerdings haben Abiturient(inn)en in Deutschland filmisches Wissen, falls überhaupt, am wahrscheinlichsten im Fach Englisch erworben, d. h. weder in Deutsch noch in einem der sozusagen originär für ein ästhetisches Medium zuständigen beteiligten musischen Fächer. 
Diese Diskrepanz zwischen normativem Anspruch und empirischer Wirklichkeit zeigt, wie weit die Schule noch davon entfernt ist, die legitimen Erwartungen der Filmdidaktik und Medienpädagogik tatsächlich einzulösen, zumal sich die Studie auf (ca. 700) Gymnasiast(inn)en beschränkte und für andere Schularten eigene Erhebungen notwendig wären. Im Fach Deutsch steht die Überwindung einer vorwiegend auf die sog. Literaturverfilmung fokussierten Filmdidaktik an (vgl. Lorenz Hrsg. 2010) und damit die Abkehr von einem Buch-Film-Vergleich, der dem Medium Film selten wirklich gerecht wird (zur Kritik vgl. Maiwald 2013 oder Abraham 2016). Dass hier ein breiterer Ansatz nötig, aber auch möglich ist, zeigen Konzepte wie Kammerers „Filmgenre-Werkstatt“ (2008) oder Krämers szenisches Interpretationskonzept „SpielFilmSpiel“ (2006). Obwohl solche Konzepte also längst vorliegen, steht ihre praktische Umsetzung in der Schulwirklichkeit weitgehend wohl noch aus. Dasselbe gilt für Überlegungen zu einem Filmkanon für die schulische Bildung.

## Inter- bzw. transkulturelle Filmbildung
Als „interkulturell“ kann Filmbildung nur bezeichnet werden, wenn man die Existenz verschiedener, deutlich unterscheidbarer Kulturen unterstellt. Nach diesem Ansatz ist an Spielfilmen beispielsweise mit Hilfe des critical-incidents-Konzepts aus der Fremdsprachendidaktik zu erkennen, wenn eine Figur durch kommunikative Missverständnisse oder schwer deutbares Verhalten und in ihrem durch die eigene Kultur geprägten (Selbst-)Verständnis irritiert wird. Die Figur muss ihre kulturgebundenen  Vorstellungen und Verhaltensgewohnheiten korrigieren oder erweitern, und daran kann auch der Zuschauer lernen (vgl. den Artikel Interkulturelles Lernen). Diesem Konzept folgend, legen z. B. Heidi Rösch und Mitarbeiterinnen eine Liste interkultureller Jugendfilme vor, an denen filmbildend gearbeitet werden kann. Das Aufeinandertreffen verschiedener Kulturen kann dann anhand von Spielfilmen wie Detlev Bucks „Knallhart“ (2006) oder Fatih Akins „Soul Kitchen“ (2009) in einer Lerngruppe zum Thema werden.
Allerdings ist dieser Ansatz nicht unwidersprochen geblieben. Kulturen sind längst nicht mehr (wie der Begriff der Interkulturalität unterstellt) durch Zwischenräume getrennt, d. h. klar voneinander abgrenzbar. Der Begriff der Transkulturalität, wie ihn u. a. Wolfgang Welsch versteht, beschreibt daher eher die Bewegung der Menschen durch Kulturräume hindurch. Kulturkontakte sind nach diesem Konzept eine alltägliche Selbstverständlichkeit und werden auch in vielen Spielfilmen so behandelt. Matthis Kepser (2015) belegt dies an einer umfangreichen Spielfilmliste: Transkulturalität in diesem Sinn kennzeichnet so unterschiedliche Filme wie „Lichter“ von Hans-Christian Schmid (2003), „Le Havre“ von Aki Kaurismäki (2011) oder „Das Mädchen Wadjda“ von Haifaa al-Mansour (2012). Zu unterscheiden sind drei Perspektiven, unter denen Transkulturalität für die Filmbildung fruchtbar werden kann: im Blick auf das Filmgeschehen, auf die Produktion und auf die Rezeption eines Films.
Von besonderer Bedeutung ist in diesem Zusammenhang auch Mehrsprachigkeit im Spielfilm. Einerseits sind (durch „Dubbing“ oder Untertitelung) mehrsprachig angebotene Filme inzwischen die Regel, andererseits nehmen immer mehr Filme die transkulturelle Wirklichkeit auf und enthalten bereits auf der Ebene des Filmgeschehens mehrere Sprachen, die nicht mehr (wie lange Zeit im Hollywoodkino) durch künstliche Monolingualität ersetzt, sondern mehr oder weniger authentisch gesprochen werden. An Hans-Christian Schmids an der deutsch-polnischen Sprachgrenze (in Frankfurt/Oder) spielendem Episodenfilm „Lichter“ und Marc Forsters „Drachenläufer“ („The Kite Runner“, 2007) stellt Abraham (2015) dar, wie solche Filme für eine inter- bzw. transkulturelle Filmbildung nutzbar gemacht werden können, ohne dass der Filmunterricht sich auf die Ebene des Filmgeschehens (der „Handlung“) beschränkt.